# بيرنارد أكوير
بيرنارد اكوير (بالفرنسية: Bernard Accoyer). من مواليد ليون سنة 1945. هو طبيب وسياسي فرنسي يترأس منذ يونيو 2007 الجمعية الوطنية الفرنسية إضافة لعمله كرئيس بلدية انسي لوفيو منذ مارس 1989 م